# Лецен, Луиза
Иога́нна Кла́ра Луи́за Ле́цен (нем. Johanna Clara Louise Lehzen, более известная как баронесса Луи́за Ле́цен англ. Baroness Louise Lehzen; 3 октября 1784, Королевство Ганновер — 9 сентября 1870, Бюккебург, Провинция Ганновер, Пруссия) — гувернантка, советник и компаньонка принцессы, а затем королевы Великобритании Виктории.
В 1819 году была принята ко двору герцога и герцогини Кентских. Пять лет спустя стала гувернанткой их единственного ребёнка — дочери Виктории. Лецен выступала против свода правил, названного Кенсингтонской системой, навязанного Джоном Конроем и герцогиней Кентской, и всячески защищала принцессу Викторию.
Когда Виктория в 1837 году стала королевой, баронесса Лецен стала неофициальным секретарём монарха. В 1840 году королева вышла замуж за Альберта Саксен-Кобург-Готского. Альберт и Луиза ненавидели друг друга. Вскоре баронесса была удалена со двора.

## Биография

### Семья и ранняя жизнь
Луиза Лецен родилась в Ганновере 3 октября 1784 года. Она стала младшей в семье из семи дочерей и двух сыновей лютеранского пастора Иоахима Фридриха Лецена, и его жены Мелюзины Палм. Из-за нехватки денег в семье Луизе пришлось рано начать работать. Она стала служить в немецкой аристократической семье фон Маренхольтц, где позже получила прекрасные рекомендации.
Благодаря им, Луиза Лецен была принята ко двору принцессы Виктории Саксен-Кобург-Заальфельдской в декабре 1819 года, где стала гувернанткой для двенадцатилетней принцессы Феодоры Лейнингенской, дочери Виктории от первого брака. Виктория вышла замуж во второй раз за сына короля Георга III принца Эдуарда Августа, герцога Кентского и Стратэрнского, четвёртого в линии наследования престола Великобритании. Лецен и вся прислуга переехали в Британию, так как герцогиня Кентская была беременна, а ребёнок, который мог в будущем вступить на престол, должен был родиться на территории Соединённого Королевства. 24 мая 1819 года она родила девочку Александрину Викторию, названную в честь матери и крёстного отца, российского императора Александра I.

### Наставница принцессы Виктории

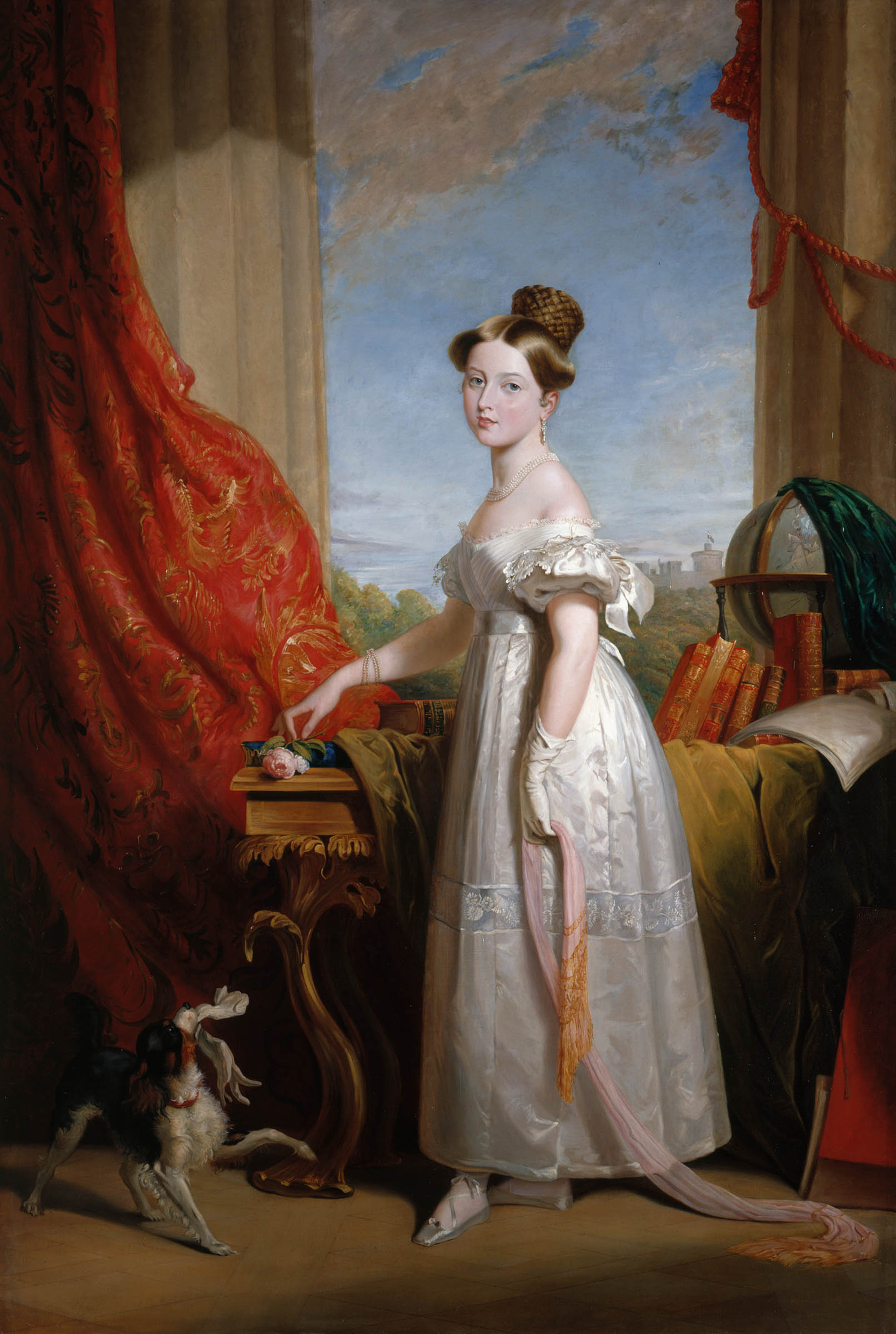
Принцесса Виктория Кентская со своим спаниелем Дэшем на портрете Джорджа Хейтера, 1833

Герцог Кентский внезапно умер в 1820 году, всего через неделю после смерти отца. Дядя принцессы Виктории принц-регент Георг стал королём Великобритании, а сама она — третьей в линии наследования короны после герцога Йоркского и герцога Кларенса. Оба они были далеко не молодыми людьми и законных наследников не имели. Как предполагаемая наследница, Виктория должна была получить соответствующее будущему монарху образование. После увольнения воспитательницы миссис Брок, Лецен взяла на себя заботы о Виктории в 1824 году. Герцогиня Кентская и Джон Конрой, управляющий финансами герцогини, назначили Лецен гувернанткой по двум причинам: первая — это её немецкое (а не английское) происхождение, и второе — они верили, что она не будет возражать по поводу их методов воспитания юной принцессы.
Историк XX века Кристофер Хибберт описывает Лецен как «красивую женщину, несмотря на её острый нос и подбородок; она умна, эмоциональна и имеет чувство юмора». В первые годы Виктория боялась своей наставницы, но вскоре они сблизились и Луиза стала для принцессы самым близким человеком во дворце, даже ближе матери. Принцесса ласково называла её «Дорогая, милая Лецен». Она призывала Викторию не доверять матери и её приближённым , поддерживала растущую независимость будущей королевы. Луиза Лецен не была заинтересована в деньгах; она полностью посвятила себя воспитанию принцессы. Дома Виктория называла её матерью и «дорогой Дэйзи» и писала в своём дневнике, что Лецен «самый близкий, ласковый и бескорыстный друг, который у неё есть». В соответствии с Кенсингтонской системой, разработанной Джоном Конроем после 1824 года, Лецен должна была находится рядом с принцессой весь день, даже ночью, пока её не отпустит мать. Когда Виктория спускалась по лестнице, её обязательно должна была держать за руку гувернантка.
В 1827 году герцог Йоркский умер. Виктория стала ещё ближе к короне, заняв второе место. Конрой жаловался королю, что юную принцессу окружают простолюдины. Георг IV пожаловал Луизе титул баронессы Лецен в королевстве Ганновер. Король умер в 1830 году, и на престол вступил герцог Кларенс, взявший имя Вильгельма IV. Он официально признал свою племянницу предполагаемой наследницей престола. Примерно в это же время, по словам многих историков, Лецен принесла на один из уроков Виктории книгу, в которой была расписана родословная Ганноверской династии. Ознакомившись с ней, Виктория поняла, что её отец, будь он живой, стал бы следующим королём Великобритании и, что её тётя Аделаида, супруга Вильгельма IV, выживших детей не имела. Многие полагают, что именно в этот момент она поняла, что станет в будущем королевой и через некоторое время произнесла свою знаменитую фразу: «Я буду хорошей!». Эта история стала легендой среди её потомков.
В 1831 году король назначил свою близкую подругу Шарлотту Перси, герцогиню Нортумберлендскую в должность официальной гувернантки принцессы, однако та исполняла лишь церемониальные обязанности, оставив всё остальное за баронессой Лецен. Герцогиня Нортумберлендская была уволена в 1837 году по желанию матери Виктории, которая посчитала, что та сильно влияет на её дочь в образовании. В течение этого времени Лецен не занимала никакой должности при дворе.
Лецен старалась сделать свою подопечную сильной и независимой, что никак не устраивало герцогиню и Конроя, которые хотели подчинить Викторию своей воле и сделать зависимой от их мнения. Когда принцесса подросла, Конрой сделал попытки удалить баронессу со двора или, по крайней мере, ослабить её влияние. Однако из того ничего не вышло, а Виктория стала ещё более преданной ей, согласно дневникам будущей королевы. В 1828 году другая гувернантка Виктории, баронесса Спат, была уволена по приказу Конроя. Ходили слухи, что причиной стало то, что она однажды стала свидетельницей интимной близости между герцогиней и Конроем. Советники короля Георга IV полагали, что Лецен уйдёт следующей, но та не проронила ни единого слова по поводу близких отношений между ними, сохранив своё положение рядом с принцессой. В 1835 году герцогиня Кентская написала дочери письмо, в котором просила её иметь формальные и холодные отношения с Лецен. В этом же году (Виктории исполнилось шестнадцать лет) герцогиня планировала уволить наставницу, после того как та в течение пяти недель преданно ухаживала за больной принцессой. В период болезни мать и Конрой пытались добиться от Виктории подписания документа, который гарантировал бы Конрою положение при дворе, когда та станет королевой. Во время пребывания в должности, Лецен имела поддержку со стороны Георга IV и Вильгельма IV, а также короля Бельгии Леопольда I, которые считали, что баронесса занимает важное место в здоровье, счастье и жизни Виктории; помогает ей сопротивляться интригам Конроя.
Образование, полученное Викторией от баронессы, было цельным, но не слишком подходило для будущего монарха. Доктор Джордж Дэвис и другие наставники будущей королевы призывали принцессу получить более полное и расширенное образование. Дэвис стал ответственным за образование Виктории в науках, а Лецен учила её танцам и другим, нужным королеве вещам . Благодаря получению «просвещённого образования», Виктория научилась говорить и писать по-французски, по-немецки, на латыни и по-английски, любила историю. Ей преподавали экономику, географию, математику, политику, искусство и музыку. В обучении Лецен была строга, но всегда хвалила принцессу за успехи. Баронесса никогда не использовала телесные наказания, если Виктория не слушалась и не выполняла заданий; по крайней мере, нет никаких свидетельств этому.

### Жизнь при королеве
В 1837 году Виктория стала королевой. Баронесса Лецен принимала участие в коронации нового монарха и сохранила своё положение. После переезда королевы и её двора в Букингемский дворец, Луиза стала неофициальным личным секретарём Виктории и смотрителем королевских резиденций, а её подпись требовалась во всех платежах, проходимых через дворец. Она полностью заменила королеве мать; её покои находились рядом с монаршими, а комнаты герцогини Кентской были отведены в другой части дворца. В течение первых лет царствования и до заключения брака Виктории с принцем Альбертом Саксен-Кобург-Готским в 1840 году, Луиза имела сильное влияние на королеву в вопросах политики и личной жизни, несмотря на то, что не была вовлечена в какие-либо государственные дела. Даже после свадьбы с Альбертом, Луиза сохранила полное доверие суверена, что крайне не нравилось супругу королевы.

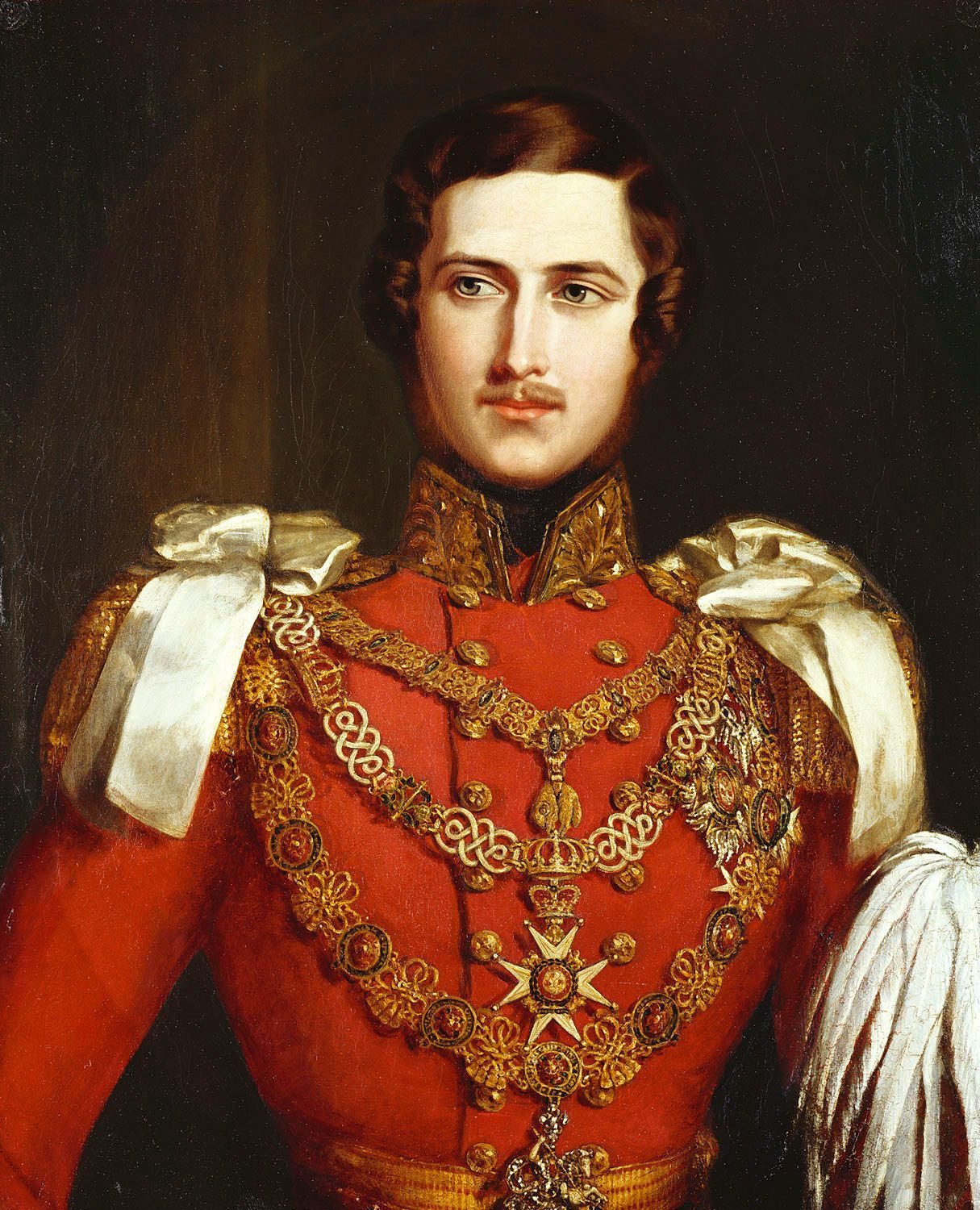
Принц Альберт Саксен-Кобург-Готский на портрете Джона Партриджа, 1840

Появление в жизни Виктории принца Альберта привело к значительным изменениям в жизни правящей королевы. Лецен выступала решительно против заключения брака между Викторией и немецким принцем, полагая, что она должна стать «второй Елизаветой I, остаться девственницей и не зависеть от мужского мнения». Альберт был прекрасно образован и только что завершил свой тур по Европе. Этому предшествовали годы, проведённые в Боннском университете. Двор английской королевы был встревожен пуританскими немецкими настроениями принца. Лецен и Альберт вскоре возненавидели друг друга; баронесса препятствовала мужу королевы проявлять независимость и изменять что-либо при королевском дворе, а Альберт находил её «неприятной и недостойной дружбы с королевой», называл «ведьмой» и «сумасшедшей глупой интриганкой».
Когда у супругов родилась первая дочь, названная в честь матери Викторией и получившая титул королевской принцессы, королева отдала её своей любимой гувернантке, чтобы та заботилась о малышке. Луиза стала старшей няней маленькой принцессы и руководила другими слугами: миссис Саути, миссис Робертс и личным врачом королевы сэром Джеймсом Кларком. Принц Альберт выступал против назначения Кларка, который, по его словам, «уже проявил свою некомпетентность по поводу беременности леди Флоры Гастингс год назад». Через некоторое время маленькая Виктория заболела, а доктор Кларк заявил, что это лишь незначительная простуда, и неправильно назначил ей употреблять каломель. На самом деле дочь королевы заболела тяжело. Альберт, который был сильно привязан к дочери, обвинил баронессу в подборе плохого персонала. Между принцем и королевой произошла ссора, после которой он заявил, что «она сама должна разобраться с Лецен, и если ребёнок умрёт, это будет вина королевы». Вскоре после этого королева Виктория помирилась с мужем и уволила баронессу, сославшись на её здоровье. Для принца Альберта баронесса была слугой, которая хотела добиться высокого положения и влияния; он хотел, чтобы королева в своих личных делах полагалась только на него.
Причины, по которым баронесса Лецен покинула дворец, приводятся разные. Со слов мемуариста Чарльза Гревилла, «она уезжала поправить своё здоровье (по её собственным словам) на пять или шесть месяцев, но предполагалось, что она уже не вернётся обратно». Издание The Times сообщало, что «она просто поехала навестить друзей в Германию». После её отъезда советник королевы барон Кристиан Фридрих Стокмар говорил, что принцу не стоило особых усилий удалить баронессу со двора. «Она была настолько глупа, что не смогла оспорить его решение, и не соответствовала тем требованиям, которые были ей предъявлены… если бы она сделала всё правильно и примирилась с принцем, то, возможно, она жила бы при дворе до конца своих дней».

### Смерть и наследие
После увольнения Луиза вернулась в родной Ганновер, в город Бюккебург. Она жила со своей сестрой на щедрую пенсию, которую получала от королевы. В её доме висели портреты королевы.
Через несколько месяцев умерла её сестра. Баронесса продолжала оказывать финансовую поддержку своим многочисленным племянникам. Лецен поддерживала связь с королевой: поначалу они писали друг другу письма каждый день, но позже, по просьбе бывшей гувернантки, королева писала ей раз в месяц. Во время посещения Германии в частном порядке королева два раза приезжала к Луизе.
Баронесса Лецен умерла в Бюккебурге 9 сентября 1870 года на 85-м году жизни и была похоронена на кладбище Хетенбургер. По приказу Виктории на её могиле был построен мемориал. После смерти гувернантки королева говорила, что испытывает благодарность за их близкие отношения. Она писала: «После того как я вступила на престол, она, должно быть, пыталась, особенно после заключения брака… отгородить от любого злого намерения, от ошибочного представления о долге и любви».

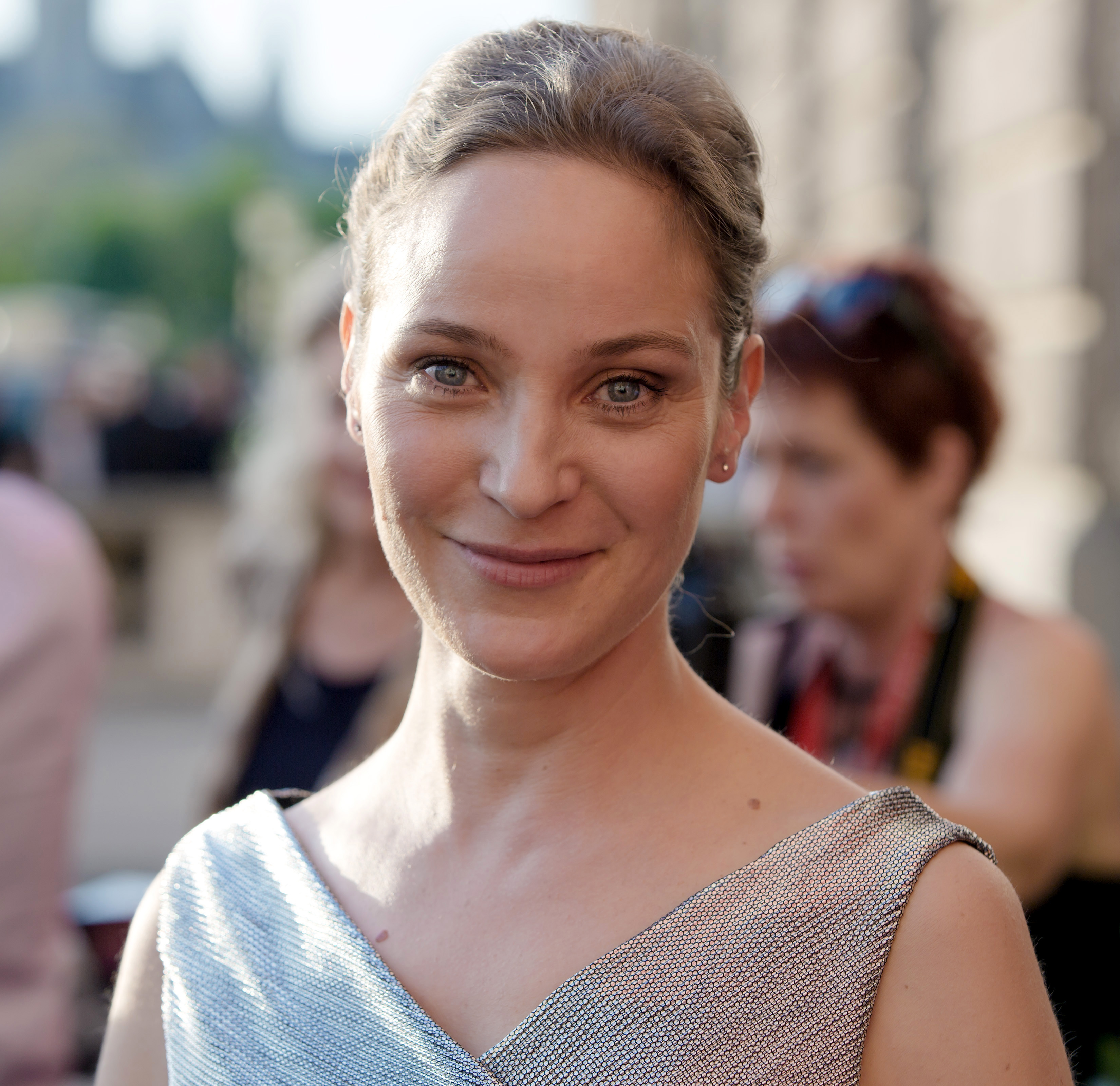
Жанетта Хайн, исполнившая роль Луизы в фильме Молодая Виктория

Во время службы при принцессе, а затем королеве, Лецен привлекала внимание за пределами королевского двора своей тесной дружбой с Викторией. Она подвергалась критике за её влияние на королеву, особенно от тех, кто не любил немцев. Партия тори выпускала брошюры, в которых говорилось, что «чужим дают убежище в нашей стране» и «двор королевы наполнен пагубными советниками». Один недоброжелатель баронессы написал ей письмо, в котором заявлял, что «уверен, что иностранная гувернантка замешана в дьявольском деле, первой жертвой которого стала леди Флора», ссылаясь на смерть леди Флоры Гастингс. The Times писал, что «Лецен сохраняла важную и тайную конфиденциальность о личности монарха». Историк Джиллиан Джил пишет о ней как о «скромном и честном человеке». Историк Рейнольд говорит, что «Лецен имела огромное влияние на королеву в плане нравственного развития, проявления силы воли, чтобы та смогла выжить во времена тяжёлого детства и непростого вступления на престол». Рейнольдс предполагает, что одной из причин «Кризиса в спальне» было нежелание королевы расставаться с баронессой.
Образ верной гувернантки был воплощён несколько раз в кино и на телевидении: Рене Стобрава сыграла роль Лецен в немецком фильме «Юная королева» 1936 года; Грета Шрёдер в фильмах «Великая Виктория» и «Шестьдесят славных лет»; Барбара Эверест в фильме «Премьер-министр»; Магда Шнайдер в телевизионном сериале «Молодые годы королевы»; Ольга Фабиан в эпизоде «Зала славы Hakkmark»; Пейшенс Кольер в фильме «Эдуард Седьмой»; Дайана Ригг в сериале «Виктория и Альберт» 2001 года, Жанетта Хайн в фильме 2009 года «Молодая Виктория», Даниэла Хольц в сериале 2016 года «Виктория».